# Sposalizio mistico di santa Caterina (Michelino da Besozzo)
Lo Sposalizio mistico di santa Caterina è un dipinto tempera su tavola (75x58 cm) di Michelino da Besozzo, databile al 1420 circa e conservato nella Pinacoteca Nazionale a Siena. È l'unica opera su tavola firmata dell'artista, nonché la sola certa assieme a uno Sposalizio della Vergine al Metropolitan Museum di New York.

## Descrizione e stile
La scena mostra la Vergine che tiene sulle ginocchia il Bambino, mentre egli, con un anello, sposa misticamente santa Caterina d'Alessandria, che è inginocchiata davanti a lui e vestita, secondo il suo rango principesco, di un ampio mantello rosato con bordi e fodera di pelliccia e una corona dorata. Anche i capelli lunghi e biondi sono un tipico attributo delle donne aristocratiche. Ai lati fanno da testimoni san Giovanni Battista e sant'Antonio Abate, col tipico porcello ai piedi. Lo sfondo dorato mostra le corone, le aureole, i nomi dei santi ai lati e la firma dell'artista ("Michelinus fecit", sotto il manto della Vergine) in pastiglia, una tecnica di grande raffinatezza che aveva molto seguito nelle corti.
L'artista è completamente disinteressato alla collocazione spaziale dei personaggi, a parte il trono dorato che si intravede dietro la Vergine e il Bambino, finemente tratteggiato a bulino sull'oro, che è disposto in un'intuitiva prospettiva. Piuttosto sta caro all'autore il gioco di linee, il delicato intonarsi dei colori e la resa varia e preziosa dei diversi dettagli, dalle morbide barbe dei santi, ai delicati volti delle donne, fino ai vivaci ricci sulla testa del Bambino. L'effetto è quello di una rappresentazione di fiaba, con un certo distacco dei personaggi che guardano imbambolati fuori dalla composizione.